# Tove Styrke
Tove Anna Linnéa Östman Styrke, conosciuta come Tove Styrke (Umeå, 19 novembre 1992), è una cantautrice, musicista e modella svedese.

## Biografia
Figlia del musicista Anders Östman e dell'insegnante di danza Anna Pamela Styrke, ha due sorelle. Tove Styrke annovera nelle sue influenze musicali le cantanti Robyn, Annie e Petra Marklund. Vanta numerose collaborazioni internazionali di successo ed è già vincitrice di premi nel suo paese. 
Nel 2009 partecipa al talent show Swedish Idol e si classifica al terzo posto; in seguito a questa esperienza ottiene un contratto discografico con la Sony.
Nel giugno 2010 viene rilasciato il suo primo singolo, scritto con Lykke Li, Million Pieces e nel mese di novembre esce il suo primo album dal titolo Tove Styrke. Dopo due EP, rilasciati nel 2011 e nel 2014, nel giugno 2015 viene rilasciato un secondo album: Kiddo (intitolato così in onore a Beatrix Kiddo), da cui sono estratti i singoli Ego e Borderline, il cui video è stato girato nella città fantasma Pyramiden, nelle Isole Svalbard.
Nel 2015 è la voce del singolo Faded, composto dal dj norvegese Alan Walker.
Nel settembre 2017 pubblica il singolo Mistakes, certificato col disco d'oro, accolto positivamente dalla critica ed elogiato dal noto cantautore canadese Shawn Mendes, e il singolo Say My Name, inserito dalla rivista Billboard tra le prime 100 canzoni del decennio 2010/2020.
Nel 2018 ha aperto il concerto di Lorde per il "Melodrama world tour" e dell'artista statunitense Katy Perry per il "Witness World Tour" in Europa. Nel 2018 ha avviato un suo tour, chiamato Swaytour, con tappe in Nord America, Regno Unito e Scandinavia.
Nel 2019 la canzone Sway è stata inserita nella colonna sonora del videogioco FIFA 19.
Il 13 agosto 2021 esce il singolo "All Things $ Can Do" del gruppo Cheat Codes, cantato dalla cantante svedese e in collaborazione con Travis Barker, il batterista dei blink-182.
Il 21 gennaio 2022 esce il singolo "Show me love", canzone scritta e dedicata alla sua compagna Sanna.
Nel febbraio 2024 ha fatto il suo debutto in teatro per il musical Lazarus di David Bowie al Göta Lejon di Stoccolma.

## Vita privata
Il 17 gennaio 2020 rende pubblica la sua relazione con la collega Sanna Sikborn Erixon, sua chitarrista e tastierista e hanno una bambina.

## Discografia

### Album

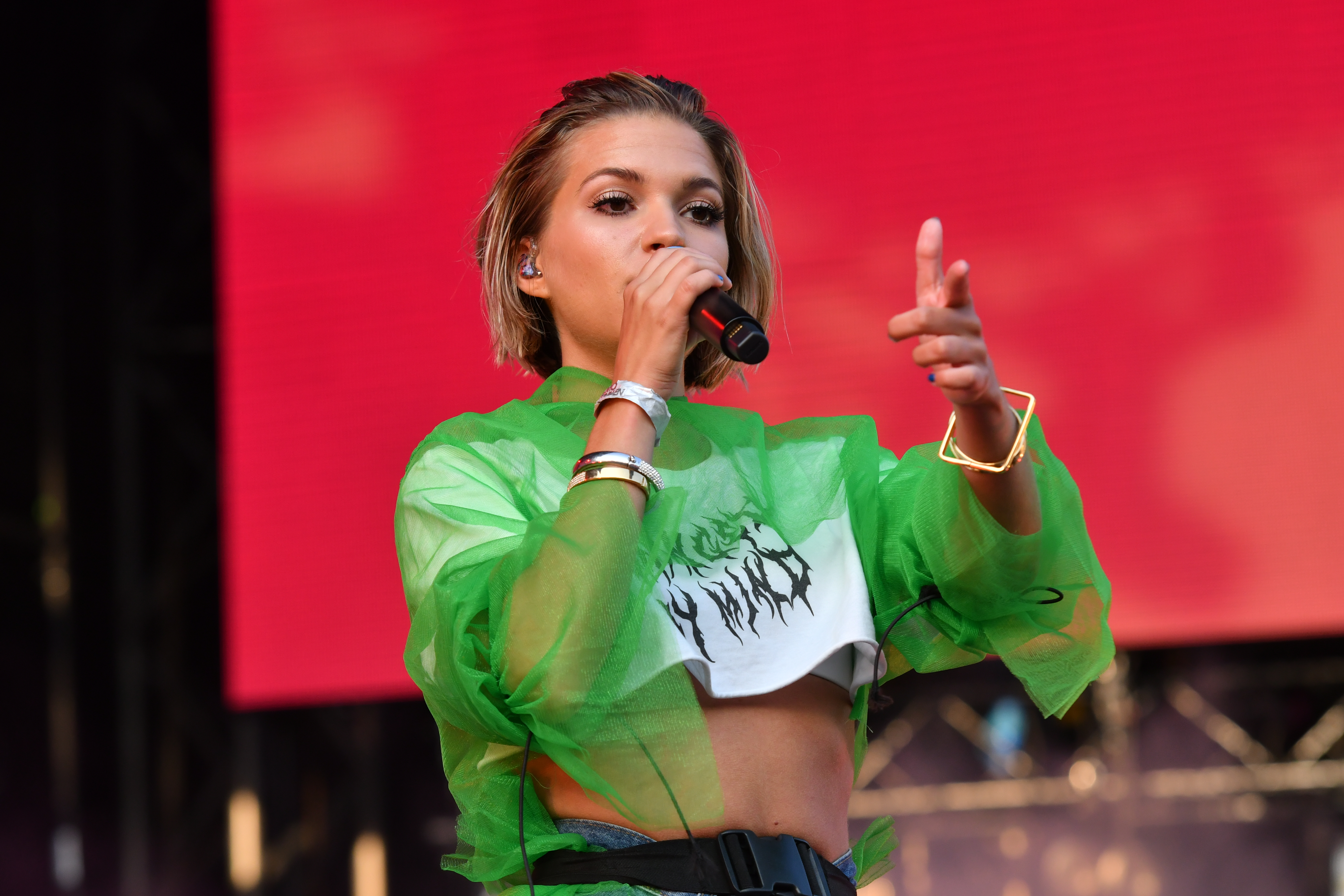
Tove Styrke in concerto nel 2018

- 2010 – Tove Styrke
- 2014 – Kiddo
- 2018 - Sway
- 2022 - Hard

### EP
- 2011 – High and Low
- 2014 – Borderline

### Singoli
- 2010 – Million Pieces
- 2010 – White Light Moment
- 2011 – High and Low
- 2011 – Call My Name
- 2012 – Bad Time for a Good Time
- 2014 – Even If I'm Loud It Doesn't Mean I'm Talking to You
- 2014 – Borderline
- 2015 – Ego
- 2015 – Number One
- 2017 – Say My Name
- 2017 – Mistakes
- 2018 – Changed My Mind
- 2018 –  Sway
- 2018 –  vibe
- 2021 –  mood swing
- 2021 – start walking
- 2022 – show me love
- 2022 –  youyouyou
- 2022 –  free
- 2022 –  cool me down